# Cumbia sinfónica
La cumbia sinfónica es un subgénero musical de la cumbia sonidera y mexicana, siendo la adaptación y fusión de la misma con el estilo clásico de las orquestas sinfónicas, donde en una interpretación, participan instrumentos clásicos como timbales de concierto, conjunto de cuerdas y coros de carácter sinfónico.

## Origen
Debido a los múltiples ritmos modernos como el reguetón en Latinoamérica, la cumbia sonidera se vio apagada entre otros ritmos. En 2013, Los Angeles Azules son invitados a participar en El Festival Iberoamericano de Cultura Musical Vive Latino. Este evento generalmente presenta bandas y artistas del género rock y, tradicionalmente, otros géneros que no son muy bien recibidos y, Los Ángeles Azules no habían hecho un gran impacto como en su momento. Increíblemente, la presentación, la cual contó con importantes invitados de los géneros rock y pop, fue todo un éxito gracias a la actitud tolerante de los jóvenes espectadores.
La presentación en el Vive Latino fue el inicio del relanzamiento, tanto de Los Ángeles Azules como de la cumbia sonidera, bajo el sello discográfico Ocesa Seitrack y distribuido por Sony Music.

## Popularidad
Para 2014, y gracias a la iniciativa de Los Ángeles Azules, este nuevo ritmo causó furor debido a la complejidad de fusionar la cumbia mexicana y sonidera con elementos sinfónicos. A través del álbum llamado "Cómo te voy a olvidar", Los Ángeles Azules lanzaron su repertorio con este nuevo estilo y acompañado por grandes artistas latinoamericanos como Saúl Hernández, Ximena Sariñana, Jay de la Cueva, Centavrvs, Vicentico, Carla Morrison y Lila Downs. la cumbia sinfónica llegó a tener identidad cuando éstos lanzaron el DVD de "Cómo te voy a olvidar" donde participaron otros artistas como Álvaro López, Leonardo de Lozanne, Denise Gutiérrez y Kinky. El repentino éxito de Los Ángeles Azules y su cumbia sinfónica, les dio la oportunidad de interpretar el tema principal de la telenovela de Televisa: La vecina.
A la par en 2016, el grupo mexicano Aarón y su grupo Ilusión sacaron un nuevo material discográfico titulado "Piel a piel" donde se destaca el uso de elementos sinfónicos. Además, cuenta con la participación de artistas de diversos géneros como Cristian Castro, Mane De la Parra, Mariana Seoane, Kika Edgar, Panteón Rococó y La Original Banda el Limón, de Salvador Lizárraga entre otros.
Tras el gran éxito de su presentación, Los Ángeles Azules presentan un nuevo álbum llamado "De plaza en plaza" el cual, revolucionó mucho más el concepto de identidad de la cumbia sinfónica, ya que éstos los interpretaron en lugares abiertos y van acompañados de cantantes de pop como Natalia Lafourcade, Gloria Trevi, Ha*Ash, Ana Torroja, y otros artistas de diversos géneros musicales como Alicia Villarreal, MC Davo, Fito Páez, Pepe Aguilar y Miguel Bosé, rompiendo esquemas musicales de los artistas con quienes hicieron duetos.